# Balearen-Johanniskraut
Das Balearen-Johanniskraut (Hypericum balearicum) ist eine Pflanzenart aus der Gattung der Johanniskräuter (Hypericum) in der Familie der Johanniskrautgewächse (Hypericaceae).

## Beschreibung

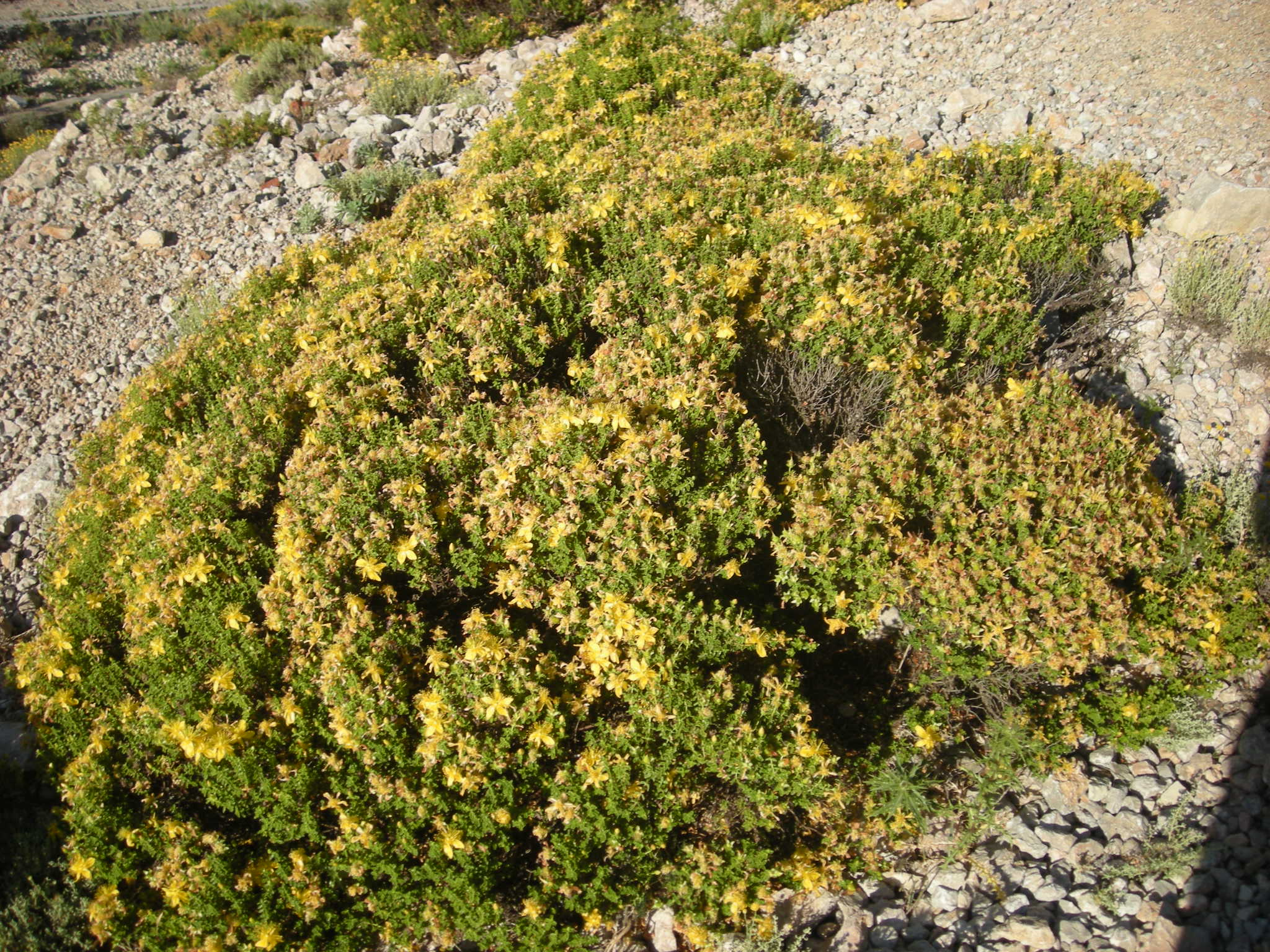
Habitus im Habitat

### Vegetative Merkmale
Das Balearen-Johanniskraut ist ein reich verzweigter Strauch, der Wuchshöhen bis 120 Zentimetern erreicht. Die Zweige sind aufsteigend, dicht gegenständig beblättert und im jungen Zustand vierkantig. Sie sind wie die Laubblätter mit großen harzreichen Drüsen besetzt, wodurch die Oberfläche warzig wirkt. Die Laubblätter sind sitzend, schmaleiförmig, am Rand wellig, 10 bis 12 Millimeter lang und 6 bis 8 Millimeter breit.

### Generative Merkmale
Die Blütezeit reicht von Mai bis September. Die Blüten stehen einzeln und endständig. Die zwittrigen Blüten sind bei einem Durchmesser von ungefähr 4 Zentimetern radiärsymmetrisch und fünfzählig mit doppelter Blütenhülle. Die Kelchblätter sind bis zu 6 Millimeter lang und stehen zur Fruchtzeit ab. Die leuchtend gelb gefärbten Kronblätter sind ungefähr dreimal so lang wie der Kelch. Die zahlreichen Staubblätter sind gelb gefärbt und in fünf Büscheln angeordnet. Der Fruchtknoten ist oberständig. Es sind fünf Griffel vorhanden.
Die Kapselfrucht ist eine klebrig glänzend, eiförmig und spitz.
Die Chromosomenzahl beträgt 2n = 24.

## Vorkommen
Das Balearen-Johanniskraut kommt auf den Balearen mit Ausnahme von Formentera vor, in der mallorquinischen Serra de Tramuntana tritt es mitunter landschaftsprägend auf.  In Italien ist es in Ligurien verwildert. Es wächst in trockenen, lichten Wäldern und auf Fels.